# روس ألجر
روس ألجر هو عسكري كندي، ولد في 20 أغسطس 1920 في Prelate, Saskatchewan ‏ في كندا، وتوفي في 16 يناير 1992 في كالغاري في كندا.